# Cyprián Lelek
Cyprián Lelek (* 20. Oktober 1812 in Beneschau; † 28. April 1883 in Hochkretscham, Kreis Leobschütz, Provinz Schlesien) war ein katholischer Priester und führender Vertreter der tschechischen Nationalbewegung in Schlesien. Während der Revolution von 1848/49 war er Mitglied der Frankfurter Nationalversammlung.

## Leben
Er studierte Philosophie und katholische Theologie in Breslau. Im Jahr 1835 wurde er in Posen zum Priester geweiht. Nach verschiedenen Kaplanstellen war er zwischen 1855 und 1883 Armenpfarrer in Vodka.
Bereits seit den 1840er Jahren hat er sich an verschiedenen tschechischen Zeitungen und Zeitschriften als Autor beteiligt. Im Jahr 1846 war er Herausgeber der Monatszeitschrift „Holubice“ (dt. Taube). In den Jahren 1843 und 1856 unternahm er zusammen mit František Sušil Forschungsreisen durch den schlesischen Raum, um tschechische Lieder, Märchen, Sprichwörter und andere sprachliche Relikte zu suchen. Er war Verfasser zahlreicher historischer, naturwissenschaftlicher, ökonomischer, religiöser und belletristischer Schriften.
Er gehörte vom 12. März 1849 bis zum 19. Mai 1849 für den Wahlkreis Ratibor der Frankfurter Nationalversammlung an. Einer Fraktion gehörte er nicht an. Er stimmte meist mit dem rechten Zentrum und wählte Friedrich Wilhelm IV. zum Kaiser der Deutschen mit.
Seine einerseits mährische, anderseits preußische Gesinnung weist ihn als überzeugten Föderalisten und Brückenbauer zwischen Deutschen und Tschechen aus, wenn nicht gar als Visionär eines zukünftigen vereinigten Europas. 1849 schrieb er ins Vermächtnisbuch des Frankfurter Parlamentes. „Man ist nun zu der Überzeugung gekommen, daß alle Nationen sich verbinden müssen, um die Zwecke der Humanität und des Menschenglücks gemeinschaftlich zu fördern. Umso mehr muß dies stattfinden, wo zwei oder mehrere Nationalitäten zu einem Staate vereinigt sind. Hier hat nun die Stärkere (Deutschland) nicht das Recht, der Schwächeren (polnische und Tschechische Minderheit in Schlesien) Unrecht zuzufügen.“ (Quelle: Die erste Deutsche Nationalversammlung 1848/49 Handschriftliche Zeugnisse ihrer Mitglieder. Hrsg. W. Fiedler Aheneum)
Wirkung:
Cyprian Leleks politische Wirkung für den mährischsprachigen Teil Schlesiens, der spätestens ab 1919 als Hultschiner Ländchen in den Fokus der Weltpolitik gerät, ist dennoch umstritten. Durch den Aufstieg Preußens zu einer führenden Militärmacht während der Bismarckära und den immer stärker werdenden deutschen Nationalismus, wurde die „mährische Identität“ immer mehr zurückgedrängt. Zwar hielt ein Großteil der Bevölkerung an der Zweisprachigkeit fest, aber politisch fühlte man sich als Preußen und Deutsche. Als die Alliierten Siegermächte 1919 nach dem Versailler Vertrag auf gewaltsame Weise Cyprian Leleks „Vermächtnis“ umsetzten und das Hultschiner Ländchen der neu gegründeten Tschechoslowakei zuschlugen, stießen sie auf erbitterten Widerstand auch auf Seiten der slawischstämmigen Bevölkerung. Über 94 Prozent lehnten diese Grenzkorrektur ab. Es kam zu Aufständen, Streiks und zu einer Auswanderungswelle. Zwar werden in Nordmähren Straßen und Plätze nach Cyprian Lelek genannt, aber die meisten Bewunderer seines Wirkens dürften wohl in Prag sitzen. (Quelle: www.hultschiner-soldaten.de)